# سيزار ميلشتاين
سيزار ميلشتاين (بالإسبانية: César Milstein)‏ ـ (8 أكتوبر 1927 ـ 24 مارس 2002) هو عالم كيمياء حيوية أرجنتيني تخصص في مجال أبحاث الأجسام المضادة. تشارك جائزة نوبل في الطب مع الدنمركي نيلس يرني والألماني جورج كوهلر سنة 1984.

## سيرته
ولد ميلشتاين في باهيا بلانكا بالأرجنتين لعائلة يهودية. تخرج في جامعة بوينس آيرس وحصل على درجة الدكتوراه تحت إشراف البروفيسور ستوباني (أستاذ الكيمياء الحيوية) عن دراسة عن حركية إنزيم الألدهيد ديهيدروجيناز. وفي سنة 1958 التحق ميلشتاين بقسم الكيمياء الحيوية بجامعة كامبردج بموجب منحة من المجلس الثقافي البريطاني، وبدأ في الإعداد للحصول على درجة الدكتوراه تحت إشراف مالكولم ديكسون في موضوع "آلية تنشيط إنزيم الفوسفوغلوتامات باستخدام المعادن"، وفي أثناء إعداده لهذا البحث عمل مساعداً لفردريك سانغر.

## عمله العلمي
انصب جانب كبير من أبحاث ميلشتاين على دراسة تركيب الأجسام المضادة والآليات التي تؤدي إلى تنوعها، وقد اشترك مع تلميذه وشريكه في الجائزة جورج كوهلر (الذي كان زميلاً في مختبره) في تطوير تقنية الورم الهجين (بالإنجليزية: hybridoma technique)‏ لإنتاج الأجسام المضادة وحيدة النسيلة (بالإنجليزية: monoclonal antibodies)‏، وهو الاكتشاف الذي استحقا به جائزة نوبل في الطب، وأدى إلى توسع هائل في استخدامات الأجسام المضادة في الطب والعلم.
كما كان لميلشتاين نفسه العديد من المساهمات التي أدت إلى تطوير وتحسين تقنيات الأجسام المضادة وحيدة النسيلة، وخاصة التركيز على استخدام تلك الأجسام المضادة كدلائل تساعد على التمييز بين مختلف أنواع الخلايا، كما استشرف إمكانية الحصول على العديد من الكواشف الرابطة للجينات (بالإنجليزية: ligand-binding reagents)‏ التي قد تنتج من تطبيق تقنيات الدنا معاد الارتباط على الأجسام المضادة وحيدة النسيلة، وهو مما أحدث تطورات في مجال هندسة الأجسام المضادة.
تركزت أبحاث ميلشتاين المبكرة في مجال الأجسام المضادة على طبيعة تنوعها على مستوى الأحماض الأمينية وعلى الراوابط الكبريتية الثنائية التي تربط بعضها ببعض، وقد تم جانب من هذا العمل بالتعاون مع زوجته سيليا. ثم تحول اهتمامه البحثي إلى الأجسام المضادة التي تكون شفرة الحامض النووي الريبي الرسول، حيث اكتشف وجود سلف (بالإنجليزية: precursor)‏ لهذه الببتيدات العديدة المفرزة، والتي تحتوي على تتابع إشاري. وقد ساعد اكتشاف تقنية الورم الهجين ـ إلى جانب تطور طرق تحديد تتابعات الأحماض النووية ـ ميلشتاين على تحديد التغيرات التي تطرأ على الأجسام المضادة بعد التقائها بالمستضدات، ووضح أهمية الطفرة الجسدية الفائقة لجينات الجلوبين المناعي V في نضوج ميل الجسم المضاد إلى المستضد المخصص له.
ويجدر بالذكر أن ميلشتاين ـ رغم تحقيقه ثروة كبيرة من مبلغ جائزة نوبل ـ لم يسجل براءة اكتشافه العلمي الهام، قائلاً إن هذا الاكتشاف هو ملكية فكرية للبشرية أجمعها، وأنه يعمل بالبحث العلمي لأجل العلم فقط، وليس لجني فوائد مادية.

## عضويته بالجمعيات والكليات العلمية
انتخب ميلشتاين زميلاً للجمعية الملكية سنة 1975، وكان زميلاً لكلية داروين بجامعة كامبردج بين عامي 1980 و2002.

## الجوائز والتكريمات
حصل ميلشتاين على جائزة لويزا غروس هورويتز من جامعة كولومبيا سنة 1980، ووسام كوبلي سنة 1989، كما حصل على وسام رفيق الشرف الإنجليزي سنة 1995.

## وفاته
في صباح يوم 24 مارس 2002، توفي ميلشتاين في كامبردج بإنجلترا من جراء مضاعفات مرض بالقلب كان يعاني منه لسنوات، عن عمر يناهز 74 عاماً.

## وصلات خارجية
- سيزار ميلشتاين على موقع الموسوعة البريطانية (الإنجليزية)
- سيزار ميلشتاين على موقع مونزينجر (الألمانية)
- سيزار ميلشتاين على موقع إن إن دي بي (الإنجليزية)
- سيرة حياة سيزار ميلشتاين على موقع مؤسسة نوبل (بالإنجليزية)
- الموقع الرسمي لجائزة لويزا غروس هورويتز (بالإنجليزية)